# 無盡傳奇2
《無盡傳奇2》是萬代南夢宮遊戲（現万代南梦宫娱乐）於2012年11月1日在PlayStation 3上推出的角色扮演遊戲。《無盡傳奇2》是傳奇系列第14款母艦作品，為前作《無盡傳奇》的續篇，以《無盡傳奇》一年後的世界為故事舞台。系列作獨有類型名稱為“用選擇編織未來的RPG”（選択が未来を紡ぐRPG）。
遊戲中的過場動畫由ufotable負責。主題曲為濱崎步的《Song 4 u》。本作出場的新角色由奧村大悟設計，而由藤島康介、豬股睦美所設計的前作角色們也會在作品中一起登場。

## 系統
继傳奇系列的《遺跡傳奇》以來，再次以章節的方式來進行故事，分為主線章節（メインチャプター）以及角色章節(キャラクターエピソード)。章節進行時畫面的右上角會顯示目前進行章節的名稱。
主角路德卡在遊戲中的言行全部給玩家來選擇，遊戲中會頻繁的出現選項，此時玩家需使用L1或R1按鈕來決定選項，劇情將會依照選項出現變化。大部分的選項並不會使劇情出現太多分歧，但也會有影響結局的重要選項出現。此外主角路德卡背負著巨額的債務，在遊戲中要不斷的還錢才能夠使遊戲繼續進行下去。

## 故事
斷界殼（シェル）被解放後1年，經歷兩千年歲月分離的利澤‧馬克西亞（リーゼ・マクシア)和艾連比歐斯（エレンピオス）兩個世界逐漸融合，但在世界各處也產生了對立的火種。居住在艾連比歐斯的平凡青年路德卡・威爾・庫魯斯尼克，初次出勤時與未曾謀面的少女艾兒捲入了列車恐怖攻擊事件之中，展開了新的冒險故事。

### 角色
路德卡·威爾·庫魯斯尼克（Ludger Will Kresnik，聲優：近藤隆/動作演員：花田俊）
本作的男主角。與哥哥尤里烏斯、愛貓路路一起居住於艾連比歐斯的都市托里格拉夫。
料理能力非常高明。原本希望能夠在憧憬的大企業庫蘭斯比亞社就職但失敗了，而後得到在托里格拉夫車站食堂的工作。初次出勤時與艾兒一同捲入列車恐怖攻擊事件，因此背負了兩千萬巨額的借款。為庫魯斯尼克一族的後裔，擁有可侵入分史世界的「骸殻」能力。
艾兒·梅露·瑪塔（Elle Mel Mata，聲優：伊瀨茉莉也/動作演員：原嶋あかり）
本作的女主角，話很多的活潑少女。與父親約定要前往能夠實現任何願望的「迦南之地」而踏上旅行。偶然與路德卡相遇，約定一起要去迦南之地。
路路（Lulu，聲優：池澤春菜）
路德卡與尤里烏斯所飼養有點肥胖的貓，似乎是周圍貓當中的國王。
尤里烏斯·威爾·庫魯斯尼克（Julius Will Kresnik，聲優：大川透）
路德卡同父異母的哥哥，是庫蘭斯皮亞社通信部門以及分史對策室的王冠特務（クラウン エージェント）。頭腦清晰、性格沉穩，深受周圍的人所信賴，非常喜歡番茄。在列車恐怖攻擊事件中因攻擊皮茲里而被通緝，此後行蹤不明。
裘德·瑪提斯（Jude Mathis，聲優：代永翼 / 動作演員：末柄拓郎）
前作《無盡傳奇》的主角之一。原是想成為醫生的少年，但在一年前與蜜拉相遇的冒險結束後，現今致力於創造人類與精靈能共存的未來。
以前那種像學生一樣的幼稚感覺已經消失了，取而代之的是一種大人的成熟感，但不能對處於困境的人放任不管的性格仍然沒有改變。
由於是斷界殼消滅事件的當事人，所以有很強的責任感，因此正在努力地進行黑匣的替代品源靈匣的開發。從醫校順利畢業後，作為研究人員在利澤．馬克西亞以及艾連比歐斯的研究所間頻繁活動。
蜜拉·麥斯威爾（Milla Maxwell，聲優：澤城美雪 / 動作演員：平田絵里子）
前作《無盡傳奇》的主角之一，為目前的精靈之主麥斯威爾，支配著地水火風四大精靈。
一年前捨棄了重回人類世界的機會，繼承了大精靈麥斯威爾之名，現今以斷界殼殘留的靈力維持世界的平衡，壓抑黑匣會傷害精靈的副作用。與裘德互有情愫，但也因而分隔兩界。
阿爾文（Alvin，聲優：杉田智和 / 動作演員：藤代太一子）
原本是阿爾克諾亞一員，瀟洒從容的男子。一年前以傭兵的身分接近裘德等人，在對誰都友善的態度下隱藏著沉重的過去。
在一年前的事件中改過自新，成為裘德等人真正的夥伴。而事件後做為水果商人在艾連比歐斯中活動，希望以商業活動促進兩國和睦。
和以前相比顯得比較表裡如一，不過由於和他人坦誠相對的機會增多，反而在人物關係的方面不斷碰壁。
艾莉澤·盧塔斯（Elise Lutas，聲優：堀中優希 / 動作演員：小倉菜月）
利澤‧馬克西亞的學生，有些內向的少女，有著作為增靈極實驗體的辛酸過去。目前作為學校的親善團員來到了艾連比歐斯。
具有強大的精靈術天賦，卻也因而成為被排擠的存在。一年前因緣際會下遇上裘德等人，從此改變了自己的命運。
現在與她同齡的朋友們比以前多了起來，性格也變得比較開朗。
蕾雅·羅蘭德（Leia Rolando，聲優：早見沙織 / 動作演員：中園彩香）
裘德的青梅竹馬，一年前旅行結束後決定放棄當見習護士的夢想，之後用符合本人風格思考的結果是到艾連匹奧斯來尋找自我。
現在在小型新聞社里進行修行，成為一名見習記者，但是一直沒有得到滿意的結果而開始著急。目前正在研究成熟的風格和流行事物。
羅嚴·J·伊魯貝魯特（Rowen J Ilbert，聲優：麥人 / 動作演員：入月謙一）
有名的老軍師，目前是蓋亞斯右腕的利澤‧馬克西亞宰相。
他雖然站在與艾連皮奧斯的交涉的最前線，並力主締結兩國共存的休戰協定與和親條約，但似乎被和平反對派憎恨著。他是政治與軍事兩方面的世界級關鍵人物，但以前穩重又不失幽默的性格到現在仍然保持不變。
蓋亞斯（Gaius，聲優：置鮎龍太郎 / 動作演員：中村義宏）
統一利澤‧馬克西亞的年輕國王，為兩國簽署和平協定而來到艾連比歐斯。
他與擔任宰相的羅恩等人一起為了與艾連皮奧斯進行外交交涉而終日忙碌。另一方面，他為了傾聽民眾的聲音，並解決相關問題而經常微服私訪，並以原名亞斯特·奧特維收集情報。他是個雖然外表看上去冷酷，但卻貫徹著「保護弱者」的思想的熱誠之人。
繆澤（Musee，聲優：真田麻美 / 動作演員：大黒優美子）
蜜拉的姐姐，擁有斬斷次元能力的大精靈。為了尋找下落不明的蜜拉而再次來到了人間。
她以前的狂氣因為與蜜拉的真心交流而消失，取而代之的是溫柔穩重的性格，是個比誰都擔心妹妹的人。雖然她想做為蜜拉的姐姐奮鬥，但由於其行動與常人的常識格格不入而常常引發一些騷動。

## 评价
游戏开发前获得了日本游戏大奖2012 未来游戏奖。杂志《Fami通》为游戏打了35/40分。
EnterBrain统计游戏发售首周售出331,533份，而前作首周售出了51.3万份。Media Create统计游戏首周售出364,439份。截至2013年2月，游戏出货量为50万份，销售量为428,913份。

## 關聯商品

### 書籍
- （日語） （ISBN 978-4902372458）
- （日語） （ISBN 978-4047287464）
- （日語） （ISBN 978-4902372465）

## 外部連結
- （日語）無盡傳奇2官方網站 （页面存档备份，存于）